# دکان (فیلم ۲۰۲۴)
دکان (به هندی: Dukaan) یک فیلم کمدی درام هندی-زبان است که در سال ۲۰۲۴ اکران گردید، نویسندگی و کارگردانی آن را سیدارت سینگ و گاریما واهال بر عهده داشتند. بازیگران اصلی سیکندار کهیر، مونیکا پانوار، منالی تاکور هستند. فیلم دکان در روز ۵ آوریل ۲۰۲۴ اکران شد. 